# 神奈川県会計局
神奈川県会計局 （かながわけんかいけいきょく）は、神奈川県行政組織規則により神奈川県に置かれる知事部局の一つ。

## 組織
- 会計管理者
  - 局長
    - 会計課、指導課、調達課